# 伊藤·湯瑪斯
戴德里克·伊藤·湯瑪斯（英語：Dedrick Etan Thomas，1978年4月1日—）是一名美國前職業籃球運動員，他在2000年NBA選秀中第1輪第12順位被達拉斯小牛選中，在沒有為小牛隊打過一場比賽的情況下，他在2001年被交易到華盛頓巫師隊，之後還曾效力於奧克拉荷馬雷霆隊和亞特蘭大老鷹隊。他還是一位已出版的詩人、自由作家、活動家和勵志演說家，同時是反對警察暴力的倡導者。

## 外部連結
- 伊藤·湯瑪斯在NBA（英语）
- 伊藤·湯瑪斯在Basketball-Reference.com（NBA）（英语）
- 伊藤·湯瑪斯在Sports-Reference.com（NCAA）（英语）
- 伊藤·湯瑪斯在Eurobasket.com（球員）（英语）
- 伊藤·湯瑪斯在RealGM（英语）
- 伊藤·湯瑪斯在Proballers（英语）
- 官方网站